# Catherine Bond-Mills
Catherine Bond-Mills, född 20 september 1967, är en friidrottare från Kanada. Hon deltog vid olympiska sommarspelen 1992 och olympiska sommarspelen 1996.